# 第14回サテライト賞
第14回サテライト賞は、2009年の映画に贈られる賞。授賞式は同年12月20日に行われた。

## 作品トップ10
- 『(500)日のサマー』
- 『ブライト・スター いちばん美しい恋の詩』
- 『17歳の肖像』
- 『イングロリアス・バスターズ』
- 『ハート・ロッカー』
- 『NINE』
- 『プレシャス』
- 『シリアスマン』
- The Stoning of Soraya M.
- 『マイレージ、マイライフ』

## ノミネート
太字は受賞

### 映画

#### 作品賞 (ドラマ部門)
- 『ハート・ロッカー』
  - 『ブライト・スター いちばん美しい恋の詩』
  - 『17歳の肖像』
  - 『メッセンジャー』
  - 『プレシャス』
  - The Stoning of Soraya M.

#### 作品賞 (ミュージカル・コメディ部門)
- 『NINE』
  - 『ジュリー&ジュリア』
  - 『インフォーマント!』
  - 『シングルマン』
  - 『恋するベーカリー』
  - 『マイレージ、マイライフ』

#### 外国語映画賞
- The Maid (La nana) ( チリ)
  - 『抱擁のかけら』 ( スペイン)
  - 『マイ・マザー』 ( カナダ)
  - 『レッドクリフ』 ( 中国)
  - 『白いリボン』 ( ドイツ)
  - Winter in Wartime (Oorlogswinter) ( オランダ)

#### アニメーション・ミックスメディア映画賞
- 『ファンタスティック Mr.FOX』
  - 『くもりときどきミートボール』
  - 『ハリー・ポッターと謎のプリンス』
  - 『プリンセスと魔法のキス』
  - 『カールじいさんの空飛ぶ家』
  - 『かいじゅうたちのいるところ』

#### ドキュメンタリー映画賞
- 『ブロードウェイ♪ブロードウェイ コーラスラインにかける夢』
  - 『ザ・コーヴ』
  - 『ゲット・ラウド ジ・エッジ、ジミー・ペイジ、ジャック・ホワイト×ライフ×ギター』
  - 『ファッションが教えてくれること』
  - 『アニエスの浜辺』
  - Valentino: The Last Emperor

#### 主演男優賞 (ドラマ部門)
- ジェレミー・レナー - ハート・ロッカー』
  - ジェフ・ブリッジス - 『クレイジー・ハート』
  - ヒュー・ダンシー - 『恋する宇宙』
  - ジョニー・デップ - 『パブリック・エネミーズ』
  - コリン・ファース - 『シングルマン』
  - マイケル・シーン - 『くたばれ!ユナイテッド -サッカー万歳!-』

#### 主演男優賞 (ミュージカル・コメディ部門)
- ジョージ・クルーニー - 『マイレージ、マイライフ』
- ブラッドリー・クーパー - 『ハングオーバー! 消えた花ムコと史上最悪の二日酔い』
- マット・デイモン - 『インフォーマント!』
- ダニエル・デイ＝ルイス - 『NINE』
- マイケル・スタールバーグ - 『シリアスマン』

#### 主演女優賞 (ドラマ部門)
- ショーレ・アグダシュルー - The Stoning of Soraya M.
  - エミリー・ブラント - 『ヴィクトリア女王 世紀の愛』
  - アビー・コーニッシュ - 『ブライト・スター いちばん美しい恋の詩』
  - ペネロペ・クルス - 『抱擁のかけら』
  - キャリー・マリガン - 『17歳の肖像』
  - カタリーナ・サアヴェドラ - The Maid (La nana)

#### 主演女優賞 (ミュージカル・コメディ部門)
- メリル・ストリープ - 『ジュリー&ジュリア』
  - サンドラ・ブロック - 『あなたは私の婿になる』
  - マリオン・コティヤール - 『NINE』
  - ゾーイ・デシャネル - 『(500)日のサマー』
  - キャサリン・ヘイグル - 『男と女の不都合な真実』

#### 助演男優賞
- クリストフ・ヴァルツ - 『イングロリアス・バスターズ』
  - ウッディ・ハレルソン  - 『メッセンジャー』
  - ジェームズ・マカボイ - 『終着駅 トルストイ最後の旅』
  - アルフレッド・モリーナ - 『17歳の肖像』
  - ティモシー・スポール - 『くたばれ!ユナイテッド -サッカー万歳!-』

#### 助演女優賞
- モニーク - 『プレシャス』
  - エミリー・ブラント - 『サンシャイン・クリーニング』
  - ペネロペ・クルス - 『NINE』
  - アンナ・ケンドリック - 『マイレージ、マイライフ』
  - モズハン・マーノ - The Stoning of Soraya M.

#### 監督賞
- キャスリン・ビグロー - 『ハート・ロッカー』
  - ニール・ブロムカンプ - 『第9地区』
  - ジェーン・カンピオン - 『ブライト・スター いちばん美しい恋の詩』
  - リー・ダニエルズ - 『プレシャス』
  - ロブ・マーシャル - 『NINE』
  - ロネ・シェルフィグ - 『17歳の肖像』

#### 脚本賞
- スコット・ノイスタッター、マイケル・H・ウェバー - 『(500)日のサマー』
  - ジェーン・カンピオン - 『ブライト・スター いちばん美しい恋の詩』
  - マーク・ボール - 『ハート・ロッカー』
  - コーエン兄弟 - 『シリアスマン』
  - ボブ・ピーターソン、ピート・ドクター - 『カールじいさんの空飛ぶ家』

#### 脚色賞
- リー・ダニエルズ - 『プレシャス』
  - ニール・ブロムカンプ、テリー・タッチェル - 『第9地区』
  - ニック・ホーンビィ - 『17歳の肖像』
  - ノーラ・エフロン - 『ジュリー&ジュリア』
  - ジェイソン・ライトマン、シェルドン・ターナー - 『マイレージ、マイライフ』

#### 撮影賞
- ディオン・ビーブ - 『NINE』
  - ダンテ・スピノッティ - 『パブリック・エネミーズ』
  - ギレルモ・ナヴァロ、エーリヒ・ローランド - 『ゲット・ラウド ジ・エッジ、ジミー・ペイジ、ジャック・ホワイト×ライフ×ギター』
  - リュイ・イエ、チャン・リー - 『レッドクリフ』
  - ロジャー・ディーキンス - 『シリアスマン』
  - ロバート・リチャードソン - 『イングロリアス・バスターズ』

#### 編集賞
- ボブ・ムラウスキー、クリス・イニス - 『ハート・ロッカー』
  - デヴィッド・ブレナー - 『2012』
  - グレッグ・フィントン - 『ゲット・ラウド ジ・エッジ、ジミー・ペイジ、ジャック・ホワイト×ライフ×ギター』
  - ロバート・A・フェレッティ、アンジー・ラム、ヤン・ホンユー - 『レッドクリフ』
  - クレア・シンプソン、ワイアット・スミス - 『NINE』

#### 美術賞
- イアン・フィリップス、ダン・ビショップ - 『シングルマン』
  - テリー・ギリアム、デイヴ・ウォーレン、アナスタシア・マサロ - 『Dr.パルナサスの鏡』
  - ネイサン・クロウリー、パトリック・ラム、ウィリアム・ラッド・スキナー - 『パブリック・エネミーズ』
  - エディ・ワン - 『レッドクリフ』
  - クリス・ケネディ - 『ザ・ロード』
  - バリー・チューシッド、エリザベス・ウィルコックス - 『2012』

#### 衣装デザイン賞
- モニク・プルドーメ - 『Dr.パルナサスの鏡』
  - ティン・イップ - 『レッドクリフ』
  - コンソラータ・ボイル - 『わたしの可愛い人 シェリ』
  - サンディ・パウエル - 『ヴィクトリア女王 世紀の愛』
  - コリーン・アトウッド - 『NINE』

#### 視覚効果賞
- フォルカー・エンゲル、マーク・ワイゲルト、マイク・ヴェツィーナ - 『2012』
  - スコット・ファーラー、Scott Benza、Wayne Billheimer、John Frazier - 『トランスフォーマー/リベンジ』
  - クレイグ・ヘイズ - 『レッドクリフ』
  - ジョン・ポール・ドチャーティ、リチャード・ベイン - 『Dr.パルナサスの鏡』
  - Tim Ledbury - 『ファンタスティック Mr.FOX』
  - ロバート・ハブロス、チャーリー・ブラッドベリ、スティーヴン・ペッパー、ウィルソン・ヘルガソン - 『第9地区』

#### 録音・音響効果賞
- Paul N.J. Ottosson、Michael Mcgee、Rick Kline、Jeffrey J. Haboush、Michael Keller  - 『2012』
  - Cameron Frankley、Mark Ulano、Richard Van Dyke、Ron Bartlett - 『ターミネーター4』
  - Ethan Van Der Ryn、Erik Aadahl、Geoffrey Patterson、Gary Summers, Greg P. Russell - 『トランスフォーマー: リベンジ』
  - Joel Dougherty、Chuck Fitzpatrick - 『ゲット・ラウド ジ・エッジ、ジミー・ペイジ、ジャック・ホワイト×ライフ×ギター』
  - Steve Burgess - 『レッドクリフ』
  - Margit Pfeiffer、Jim Greenhorn - 『NINE』

#### 作曲賞
- ロルフ・ケント - 『マイレージ、マイライフ』
  - エリオット・ゴールデンサール - 『パブリック・エネミーズ』
  - マイケル・ジアッキーノ - 『カールじいさんの空飛ぶ家』
  - カーター・バーウェル、カレン・O - 『かいじゅうたちのいるところ』
  - マーヴィン・ハムリッシュ - 『インフォーマント!』
  - ガブリエル・ヤレド - 『アメリア 永遠の翼』

#### 主題歌賞
- "The Weary Kind" - 『クレイジー・ハート』
  - "Almost There" - 『プリンセスと魔法のキス』
  - "Cinema Italiano" - 『NINE』
  - "I Can See in Color" - 『プレシャス』
  - "Down in New Orleans" - 『プリンセスと魔法のキス』
  - "We are the Children of the World" - 『Dr.パルナサスの鏡』

### テレビ

#### シリーズ賞 (ドラマ部門)
- 『ブレイキング・バッド』
  - In Treatment
  - 『ダメージ』
  - 『マッドメン』
  - 『ビッグ・ラブ』
  - 『グッド・ワイフ』

#### シリーズ賞 (コメディ部門)
- 『glee/グリー』
  - 『30 ROCK/サーティー・ロック』
  - 『Weeds ママの秘密』
  - 『ビッグバン★セオリー/ギークなボクらの恋愛法則』
  - 『ママと恋に落ちるまで』
  - Flight of the Conchords

#### ミニシリーズ賞
- 『リトル・ドリット』
  - Collision
  - Diamonds
  - 『プリズナー No.6』
  - 『刑事ヴァランダー 白夜の戦慄』

#### テレビ映画賞
- 『グレイ・ガーデンズ 追憶の館』
  - 『イレーナ・センドラー 2500人の命のために』
  - 『エンドゲーム アパルトヘイト撤廃への攻防』
  - 『チャーチル 第二次大戦の嵐』
  - Loving Leah
  - Taking Chance

#### 主演男優賞 (ドラマシリーズ部門)
- ブライアン・クランストン - 『ブレイキング・バッド』
  - ガブリエル・バーン - In Treatment
  - ネイサン・フィリオン - 『キャッスル 〜ミステリー作家は事件がお好き』
  - ジョン・ハム - 『マッドメン』
  - ルシアン・ムサマティ - 『ようこそ!No.1レディーズ探偵社へ』
  - ビル・パクストン - 『ビッグ・ラブ』

#### 主演男優賞 (ミュージカル・コメディシリーズ部門)
- マシュー・モリソン - 『glee/グリー』
  - アレック・ボールドウィン - 『30 ROCK/サーティー・ロック』
  - ジャーメイン・クレメント - Flight of the Conchords
  - スティーヴン・コルベア - The Colbert Report
  - ダニー・マクブライド - Eastbound & Down
  - ジム・パーソンズ - 『ビッグバン★セオリー/ギークなボクらの恋愛法則』

#### 主演男優賞 (ミニシリーズ・テレビ映画部門)
- ブレンダン・グリーソン - 『チャーチル 第二次大戦の嵐』
  - ケヴィン・ベーコン - Taking Chance
  - ケネス・ブラナー - 『刑事ヴァランダー 白夜の戦慄』
  - ウィリアム・ハート - 『エンドゲーム アパルトヘイト撤廃への攻防』
  - ジェレミー・アイアンズ - Georgia O'Keeffe
  - イアン・マッケラン - 『プリズナー No.6』

#### 主演女優賞 (ドラマシリーズ部門)
- グレン・クローズ - 『ダメージ』
  - スタナ・カティック - 『キャッスル 〜ミステリー作家は事件がお好き』
  - ジュリアナ・マルグリーズ - 『グッド・ワイフ』
  - エリザベス・モス - 『マッドメン』
  - ジル・スコット -『ようこそ!No.1レディーズ探偵社へ』

#### 主演女優賞 (ミュージカル・コメディシリーズ部門)
- リア・ ミシェル - 『glee/グリー』
  - ジュリー・ボウエン - 『モダン・ファミリー』
  - トニ・コレット - 『ユナイテッド・ステイツ・オブ・タラ』
  - ブルック・エリオット -『私はラブ・リーガル』
  - イーディ・ファルコ - 『ナース・ジャッキー』
  - ティナ・フェイ - 『30 ROCK/サーティー・ロック』
  - メアリー＝ルイーズ・パーカー - 『Weeds ママの秘密』

#### 主演女優賞 (ミニシリーズ・テレビ映画部門)
- ドリュー・バリモア -  『グレイ・ガーデンズ 追憶の館』
  - ローレン・アンブローズ - Loving Leah
  - ジュディ・デイヴィス - Diamonds
  - ジェシカ・ラング - 『グレイ・ガーデンズ 追憶の館』
  - ジャネット・マクティア -『チャーチル 第二次大戦の嵐』
  - シガニー・ウィーバー - Prayers for Bobby

#### 助演男優賞
- ジョン・リスゴー - 『デクスター 警察官は殺人鬼』
  - クリス・コルファー - 『glee/グリー』
  - トム・コートネイ - 『リトル・ドリット』
  - ニール・パトリック・ハリス -『ママと恋に落ちるまで』
  - ジョン・ノーブル - 『FRINGE/フリンジ』
  - ハリー・ディーン・スタントン - 『グッド・ワイフ』

#### 助演女優賞
- ジェイン・リンチ - 『glee/グリー』
  - チェリー・ジョーンズ - 『24 -TWENTY FOUR-』
  - ジュディ・パーフィット - 『リトル・ドリット』
  - アニカ・ノニ・ローズ - 『ようこそ!No.1レディーズ探偵社へ』
  - クロエ・セヴィニー - 『グッド・ワイフ』
  - ヴァネッサ・ウィリアムス - 『アグリー・ベティ』